# Игрушечка
Игрушечка — популярный журнал для детей младшего возраста, основанный Татьяной Петровной Пассек.

## История
Издавался в Санкт-Петербурге с 1880 по 1912 год на русском языке.
Редакторы: с 1880 по 1887 гг. — Татьяна Пассек, с 1887 по 1910 г. — Александра Пешкова-Толиверова. Сначала журнал выходил еженедельно, с 1885 г. — каждый месяц. В 1903 году, а также с 1905 по 1907 гг. журнал не издавался.
Издателями журнала были Татьяна Пассек (1880—1882, № 47), затем её племянник Ипполит Пашков (1882, № 48—1888, № 2), которого сменила Александра Европеус (1888, № 3—1888, № 10) и, наконец, с № 11 от 1888 года Александра Пешкова-Толиверова.
С 1885 года журнал делился на две части, для младшего и старшего школьного возраста. С 1884 года при журнале дополнительно выходило приложение «Для малюток», с 1894 по 1904 — издание педагогической направленности «На помощь матерям», где приводились статьи и рекомендации по воспитанию и обучению дошкольников. С 1888 года в журнале появилась рубрика «Дети пожелали читать по-французски», где печатался алфавит, слова с переводом и детские рассказы с переводом на русский. С 1891 года начала выходить аналогичная рубрика на немецком.
В каждом номере помещались сказки, занимательные рассказы, стихи, биографии знаменитых людей.
С журналом сотрудничал Николай Лесков; в этом журнале впервые были напечатаны его рассказы «Христос в гостях у мужика», «Лев старца Герасима» и «Дурачок». Также в журнале публиковались произведения Татьяны Пассек, Александры Пешковой-Толиверовой, Веры Желиховской, Ольги Чюминой, Анны Валуевой-Мунт, Софьи Лобковской, Дмитрия Григоровича, Дмитрия Кайгородова и Якова Полонского.